# Estadio Maksimir
El estadio Maksimir (en croata: Stadion Maksimir) es un estadio de fútbol situado en la ciudad de Zagreb, capital de Croacia, y toma su nombre del barrio de Maksimir, en el que está ubicado. Es la sede habitual del Dinamo de Zagreb, el equipo más laureado del país, y de encuentros internacionales de la selección de Croacia.

## Historia

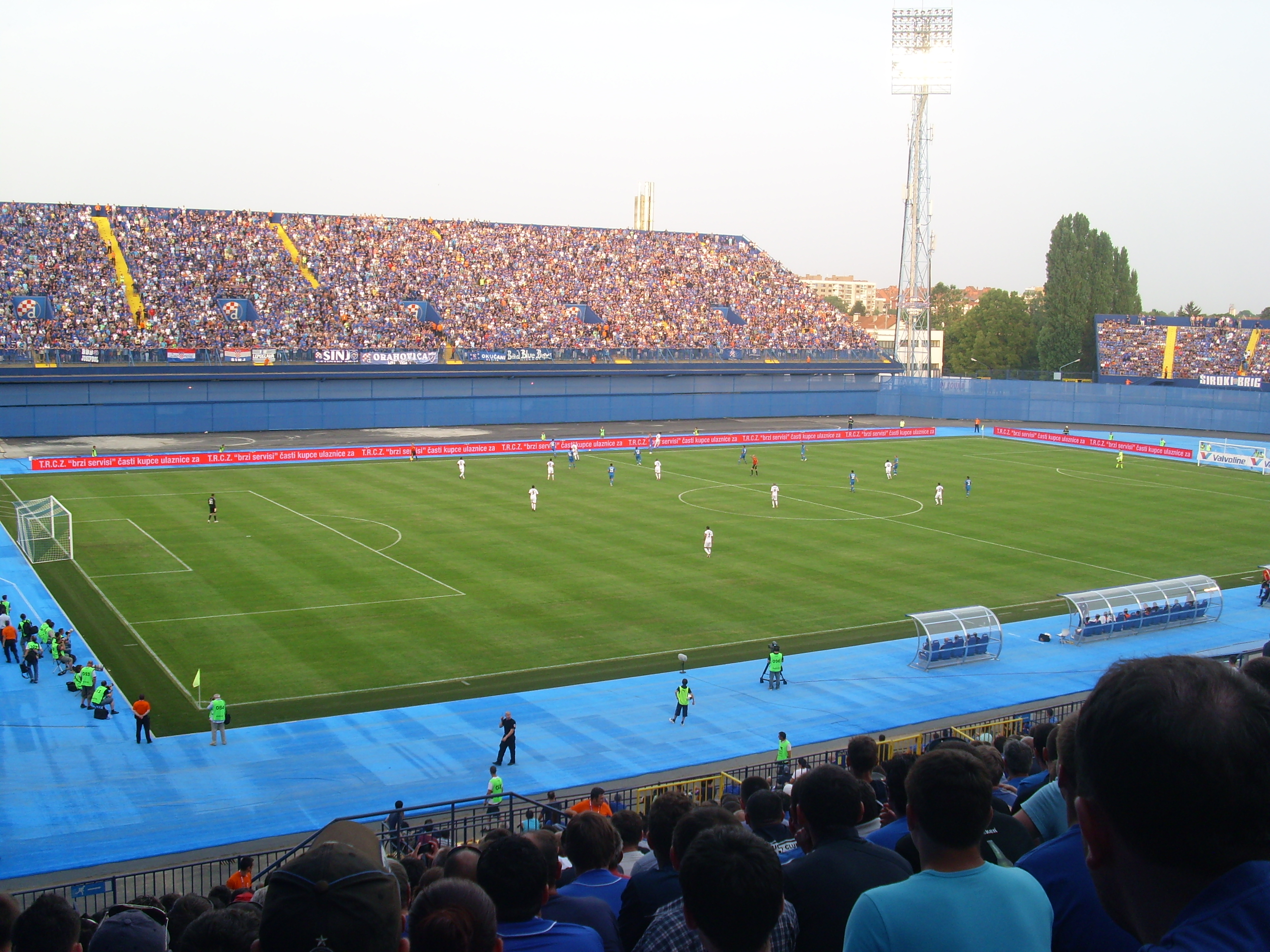
Interior del estadio

El estadio municipal de Maksimir fue inaugurado el 5 de mayo de 1912. El 26 de mayo de 1941, un representante del régimen fascista del Estado Independiente de Croacia, citó a los jóvenes estudiantes en Zagreb a su reunión en el estadio Maksimir. Durante un momento del discurso pidió a los estudiantes serbios y judíos que se separasen, pero los niños desobedecieron. Poco después, en junio de 1941, los jóvenes rebeldes quemaron el estadio. La película de 1977, Akcija stadion ("Operación estadio"), rememoró el incidente.
Cuando se celebró en Yugoslavia la fase final de la UEFA Euro 1976, el Maksimir fue sede del partido entre Países Bajos contra Checoslovaquia en semifinal y el partido de Países Bajos contra Yugoslavia por el tercer lugar.
Maksimir fue la sede central de la Universiada de Verano 1987 organizada por la ciudad de Zagreb. El 13 de mayo de 1990 tuvo lugar en el Maksimir uno de los partidos de mayor rivalidad de Europa entre el Dinamo Zagreb y el Estrella Roja, que finalmente se saldaría con un trágico balance de heridos a las puertas de la guerra de Croacia y la crisis de los Balcanes. Durante su historia ha sufrido varias renovaciones, pero a partir de 1997 fue objeto de una importante reconstrucción que elevó su número de localidades a 40 000 espectadores.
De acuerdo con los planes de 1998, la renovación era incluir bajar el césped y hacer un "anillo" alrededor del terreno de juego en lugar de la pista de atletismo y así ganar 16 000 nuevas plazas con el anexo a la tribuna sur con la adición final de una estructura de techo moderna. El Maksimir, así, pasaría a tener 60 000 espectadores y se convertiría en un estadio exclusivamente de fútbol como muchos otros en Europa. También fue planeada la construcción de un nuevo edificio para la gestión del club, un elegante "Salón Azul", una gran sala de trofeos, una escuela de fútbol, modernos vestuarios, sala de personal técnico, pabellón deportivo con gimnasio, un hotel de lujo con 46 camas para los equipos visitantes que conectaba la tribuna oeste con la norte. Por ello, todas las condiciones para acoger y organizar grandes partidos europeos se cumplirían, incluyendo oficinas para la UEFA, sala de prensa y zonas vip.
Sin embargo, en el principio de la década de 2000, las renovaciones se suspendieron. En diciembre de 2007, el público estaba a la espera de la presentación del nuevo estadio y en 2008 el gobierno municipal presentó dos estadios potenciales, el nuevo Maksimir y el estadio Vulkan, que se supone que se construirá en la localidad de Kajzerica, mientras que el Maksimir de Zagreb sería derribado. Los ciudadanos debían elegir cuál de ellos sería el candidato perfecto en un referéndum. Sin embargo, el gobierno municipal no ha hecho ningún progreso con el referéndum ni con estos planes y el problema del futuro estadio no ha sido aún resuelto.

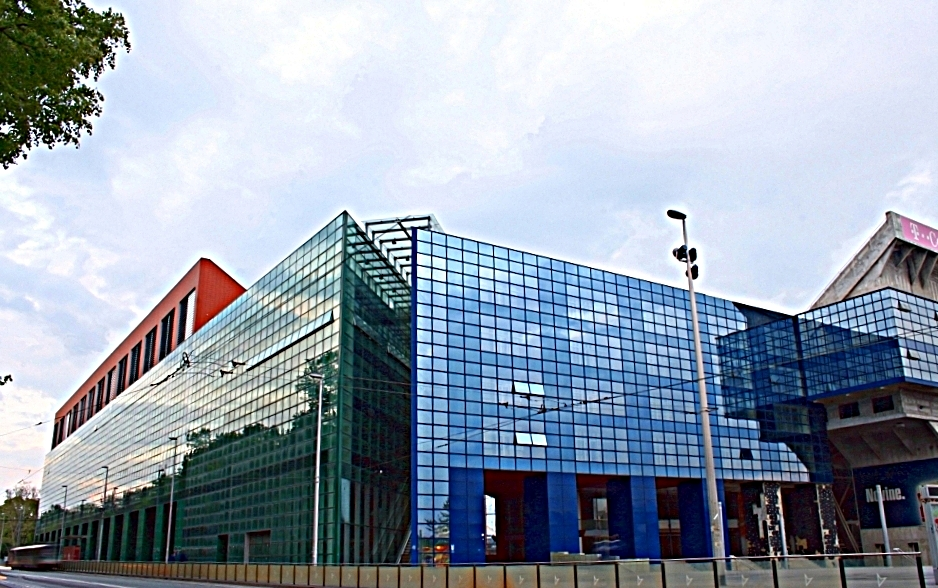
Exterior del estadio
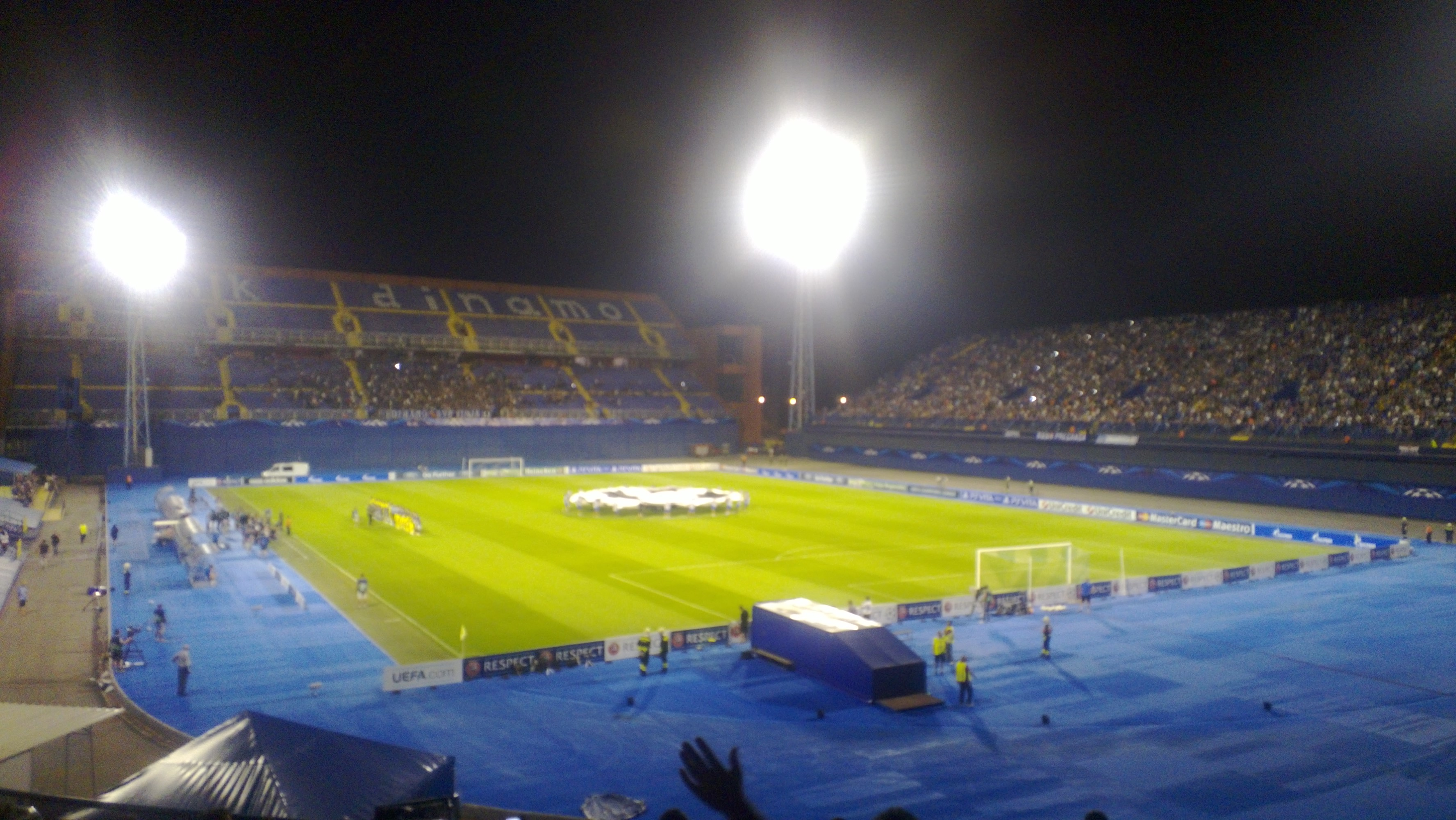
Partido entre Dinamo y Maribor.

## Eurocopa 1976
Durante la existencia de la República Socialista de Croacia como parte de Yugoslavia, el estadio albergó encuentros de la selección de Yugoslavia, y fue además una de las dos sedes de la fase final de la Eurocopa 1976, junto con el Estadio Estrella Roja de Belgrado.

| 16 de junio de 1976, 20:15 | Checoslovaquia                     | 3:1 | Países Bajos     | Maksimir Stadium, Zagreb                                         |                                                                  |
|                            | Ondrus 20' Nehoda 114' Vesely 119' |     | Ondrus (p.p) 77' | Asistencia: 40.000 espectadores Árbitro(s): Clive Thomas (Gales) | Asistencia: 40.000 espectadores Árbitro(s): Clive Thomas (Gales) |

| 19 de junio de 1976, 20:15 | Países Bajos                        | 3:2 | Yugoslavia                | Maksimir Stadium, Zagreb                                               |                                                                        |
|                            | Geels 27' de Kerkhof 37' Geels 107' |     | Katalinski 43' Dzajic 83' | Asistencia: 6.800 espectadores Árbitro(s): Walter Hungerbühler (Suiza) | Asistencia: 6.800 espectadores Árbitro(s): Walter Hungerbühler (Suiza) |

## Eventos
Muchos de los encuentros del equipo nacional de fútbol de Croacia se juegan en este estadio, que junto al Estadio Poljud alberga los más importantes del combinado croata. Durante 16 años el equipo de fútbol croata se mantuvo invicto en este estadio, pero el récord se rompió el 10 de septiembre de 2008 cuando Inglaterra puso fin a la racha de 30 partidos imponiéndose por 1-4, en encuentro de clasificación para la Copa Mundial de Fútbol de 2010.
El estadio también ha sido utilizado como lugar de celebración de importantes conciertos, como los ofrecidos por U2 y David Bowie.